# 高香草醇
高香草醇，化学式C9H12O3，是羟基酪醇的代谢产物，羟基酪醇是神经递质多巴胺的代谢产物。